# 扎布羅德 (科韋利區)
51°40′3″N 24°36′9″E / 51.66750°N 24.60250°E
扎布羅德（烏克蘭語：Заброди），是烏克蘭西北部沃倫州科韋利區扎布羅德市鎮内的村莊及其行政中心。該村始建於1600年，面積2.16平方公里，海拔高度154米，2001年人口853，人口密度每平方公里395.46人。